# Kriegsmarine
La Kriegsmarine (« marine de guerre ») est le nom allemand de la marine de guerre allemande entre 1935 et 1945, sous le Troisième Reich.

## Historique

### Entre-deux-guerres
Aux termes du Traité de Versailles de 1919, l'Allemagne n'avait droit qu'à une marine minimale de 15 000 hommes, six navires de ligne de pas plus de 10 000 tonnes, six croiseurs, douze destroyers, douze torpilleurs et aucun sous-marin ou porte-avions. Les avions militaires ont également été interdits, de sorte que l'Allemagne ne pouvait pas avoir d'aviation navale. En vertu du traité, l'Allemagne ne pouvait construire de nouveaux navires que pour remplacer les anciens. Tous les navires autorisés et le personnel ont été repris de la Kaiserliche Marine.

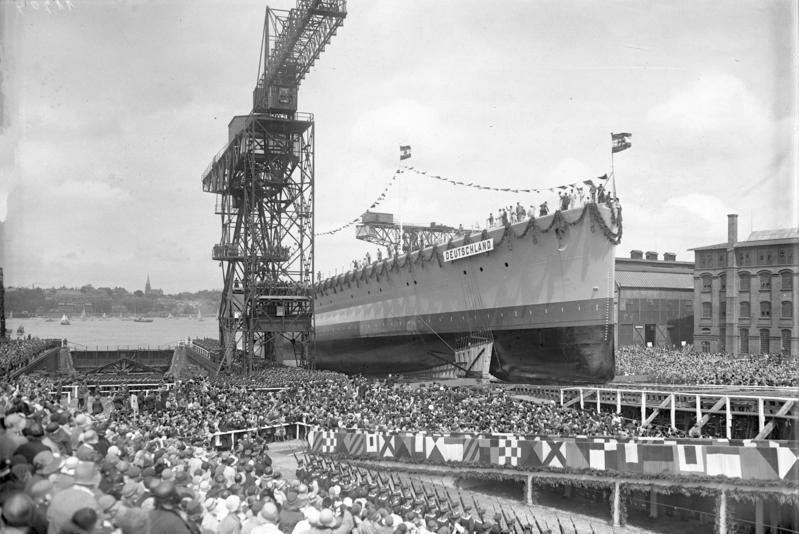
Mise à l'eau du "Deutschland" en mai 1931

Dès le départ, l'Allemagne s'est efforcée de contourner les restrictions militaires du traité de Versailles. Les Allemands ont continué à développer des sous-marins à travers un bureau d'études de sous-marins aux Pays-Bas (NV Ingenieurskantoor voor Scheepsbouw) et un programme de recherche sur les torpilles en Suède où la torpille G7e a été développée.
Avant même la prise du pouvoir par les nazis le 30 janvier 1933, le gouvernement allemand décida le 15 novembre 1932 de lancer un programme de réarmement naval interdit qui comprenait des sous-marins, des avions et un porte-avions.
Le lancement du premier cuirassé de poche, le Deutschland en 1931, en remplacement de l'ancien cuirassé pré-dreadnought SMS Preußen, était une étape dans la formation d'une flotte allemande moderne. La construction du Deutschland a causé la consternation chez les Français et les Britanniques, car ils s'attendaient à ce que les restrictions du Traité de Versailles limitent le remplacement des cuirassés pré-dreadnought à des navires de défense côtière, adaptée uniquement pour la guerre défensive. En utilisant des techniques de construction innovantes, les Allemands avaient construit un navire lourd adapté à la guerre offensive en haute mer tout en respectant le traité à la lettre.
Lorsque les nazis sont arrivés au pouvoir en 1933, Adolf Hitler a rapidement commencé à ignorer plus effrontément bon nombre des restrictions du traité et a accéléré le réarmement allemand. Le Traité naval germano-britannique du 18 juin 1935 autorisa l'Allemagne à construire une marine équivalente à 35 % du tonnage des navires de surface du Royaume-Uni et à 45 % du tonnage des sous-marins britanniques; les cuirassés devaient être limités à 35 000 tonnes au maximum. Cette même année, la Reichsmarine a été rebaptisée Kriegsmarine. En avril 1939, alors que les tensions s'intensifiaient entre le Royaume-Uni et l'Allemagne à propos de la Pologne, Hitler annula unilatéralement les restrictions de l'accord naval anglo-allemand.
La constitution de la flotte allemande au cours de la période 1935-1939 a été ralentie par des problèmes de mobilisation de suffisamment de main-d'œuvre et de matériel pour la construction navale. Cela était dû au renforcement simultané et rapide de l'armée et de l'aviation allemandes qui exigeaient des efforts et des ressources substantiels. Certains projets, comme les croiseurs de classe D et de classe P, ont dû être annulés.
La première action militaire de la Kriegsmarine a eu lieu pendant la guerre civile espagnole (1936–1939). À la suite du déclenchement des hostilités en juillet 1936, plusieurs grands navires de guerre de la flotte allemande sont envoyés dans la région. Les croiseurs lourds Deutschland et Admiral Scheer, et le croiseur léger Köln furent les premiers à être envoyés en juillet 1936. Ces gros navires étaient accompagnés de la 2e  Flottille de Torpilleurs. La présence allemande a été utilisée pour soutenir secrètement les Nationalistes de Franco bien que l'implication immédiate du Deutschland ait été des opérations de secours humanitaires et l'évacuation de 9 300 réfugiés, dont 4 550 citoyens allemands. À la suite de la négociation de la Patrouille internationale de non-intervention pour faire respecter un embargo international sur les armes, la Kriegsmarine s'est vu attribuer la zone de patrouille entre Cabo de Gata (Almeria ) et Cabo de Oropesa. De nombreux navires ont servi dans le cadre de ces fonctions, dont le croiseur Admiral Graf Spee. Le 29 mai 1937, le Deutschland est attaqué au large d'Ibiza par deux bombardiers de l'Armée de l'air républicaine. Le nombre total de victimes de l'attaque républicaine était de 31 morts et 110 blessés, dont 71 gravement, principalement des brûlés. En représailles, l'« amiral Scheer » a bombardé Almeria le 31 mai tuant 19 à 20 civils, en blessant 50 et détruisant 35 bâtiments. À la suite de nouvelles attaques de sous-marins républicains contre le croiseur Leipzig au large du port d'Oran entre le 15 et le 18 juin 1937, l'Allemagne retire sa patrouille de non-intervention.
Des sous-marins allemands ont également participé à des actions secrètes contre la navigation républicaine. Au moins huit sous-marins ont engagé un petit nombre de cibles dans la région tout au long du conflit. (En comparaison, la Regia Marina italienne exploitait 58 sous-marins dans la région dans le cadre des Sottomarini Legionari.)
La Kriegsmarine considérait comme ses principales tâches le contrôle de la mer Baltique et la victoire d'une guerre contre la France en relation avec l'armée allemande, car la France était considérée comme l'ennemi le plus probable. Mais en 1938, Hitler voulait avoir la possibilité de gagner une guerre contre la Grande-Bretagne en mer dans les années à venir. Par conséquent, il commanda les plans d'une telle flotte à la Kriegsmarine. À partir des trois plans proposés (X, Y et Z), il approuva le Plan Z en janvier 1939. Ce plan directeur du nouveau programme de construction navale allemande prévoyait la construction d'une marine d'environ 800 navires pendant la période 1939-1947. Hitler a exigé que le programme soit achevé d'ici 1945. La force principale du Plan Z était de six cuirassés de classe H. Dans la version du Plan Z établie en août 1939, la flotte allemande devait être composée des navires suivants d'ici 1945 :
- 4 porte-avions
- 10 cuirassés
- 15 navires blindés (Panzerschiffe)
- 3 croiseurs de bataille
- 5 croiseurs lourds
- 44 croiseurs légers
- 158 destroyers et torpilleurs
- 249 sous-marins
- De nombreuses petites embarcations

L'effectif devait passer à plus de 200 000 hommes.
Le programme naval prévu n'était pas très avancé au moment où la Seconde Guerre mondiale a commencé. En 1939, deux croiseurs légers de classe M et deux cuirassés de classe H ont été commencés et des pièces pour deux autres cuirassés de classe H et trois croiseurs de bataille étaient en production. L'effectif de la flotte allemande au début de la guerre n'était même pas de 20 % du plan Z.
Au 1er septembre 1939, la marine n'avait encore qu'un effectif total de 78 000 hommes, et elle n'était pas du tout prête à jouer un rôle majeur dans la guerre. En raison du temps qu'il faudrait pour préparer la flotte du Plan Z à l'action et de la pénurie de main-d'œuvre et de matériel en temps de guerre, le Plan Z a été essentiellement abandonné en septembre 1939 et les ressources allouées à sa réalisation ont été largement redirigées vers la construction de U-boote, qui seraient prêts pour la guerre contre le Royaume-Uni plus rapidement.

### Seconde Guerre mondiale
La mission principale que tente de remplir la Kriegsmarine durant ce conflit consistait à couper les lignes de ravitaillement approvisionnant le Royaume-Uni et les forces alliées d'Europe, bataille désignée comme bataille de l'Atlantique (seconde, chronologiquement). À cette fin, la marine de guerre du Troisième Reich mobilise principalement une importante flotte de sous-marins (ou U-Boote), traquant et coulant les navires marchands des convois, y compris ceux des convois de l'Arctique à destination de l'URSS.
La Kriegsmarine a participé à la bataille de Westerplatte et à la bataille de la baie de Dantzig lors de l'invasion de la Pologne. En 1939, les événements majeurs pour la Kriegsmarine furent le naufrage du porte-avions britannique HMS Courageous et du cuirassé britannique HMS Royal Oak puis la perte de l'admiral Graf Spee durant la Bataille du Rio de la Plata. Les attaques sous-marines sur les routes d'approvisionnement maritimes vitales de la Grande-Bretagne (bataille de l'Atlantique) ont commencé immédiatement au début de la guerre, bien qu'elles aient été entravées par le manque de ports bien placés à partir desquels opérer. Tout au long de la guerre, la Kriegsmarine était responsable de l'artillerie côtière protégeant les principaux ports et les zones côtières importantes. Il exploitait également des batteries antiaériennes protégeant les principaux ports.
En avril 1940, la marine allemande a été fortement impliquée dans l'invasion de la Norvège, où elle a subi des pertes importantes, dont le croiseur lourd Blücher coulé par l'artillerie et les torpilles des batteries côtières norvégiennes de la forteresse d'Oscarsborg dans le fjord d'Oslo lors de la bataille du détroit de Drøbak. Dix destroyers ont été perdus dans les batailles de Narvik (la moitié des destroyers allemands à l'époque), et deux croiseurs légers, le Königsberg qui a été bombardé et coulé par des avions de la Royal Navy à Bergen, et le Karlsruhe qui a été coulé au large de Kristiansand par un sous-marin britannique. La Kriegsmarine a en retour coulé certains navires de guerre britanniques au cours de cette campagne, dont le porte-avions HMS Glorious intercepté par les croiseurs de bataille allemands Scharnhorst et Gneisenau.
Les pertes de la campagne de Norvège n'ont laissé qu'une poignée de navires lourds en bon état disponibles pour l'invasion planifiée, mais jamais exécutée, du Royaume-Uni (Opération Seelöwe) à l'été 1940. Il y avait de sérieux doutes que les routes maritimes d'invasion auraient pu avoir été protégé contre l'ingérence navale britannique. La chute de la France et la conquête de la Norvège donnèrent aux sous-marins allemands un accès grandement amélioré aux routes maritimes britanniques dans l'Atlantique. Au début, les convois britanniques manquaient d'escortes adéquates en nombre ou en équipement et, par conséquent, à cette période les sous-marins ont eu beaucoup de succès pour peu de pertes.
En France, durant l'occupation, la Kriegsmarine recruta des Français :
- environ 30 000 ouvriers et manœuvres, dans les chantiers navals, les ports, les bases de sous-marins ;
- 200 hommes dans le Kriegsmarinenewerftpolizei (KWM), qui est une unité de police.

L'Italie entre en guerre en juin 1940 et la bataille de la Méditerranée commence : de septembre 1941 à mai 1944, quelque 62 sous-marins allemands y sont transférés, passant furtivement devant la base navale britannique de Gibraltar. Les sous-marins méditerranéens ont coulé 24 grands navires de guerre alliés (dont 12 destroyers, quatre croiseurs, deux porte-avions et un cuirassé) et 94 navires marchands (449 206 tonnes de navires). Aucun des sous-marins méditerranéens n'est revenu à ses bases d'attache, car ils ont tous été coulés au combat ou sabordés par leurs équipages à la fin de la guerre.
En mai 1941, l'un des quatre cuirassés allemands modernes, le Bismarck, a coulé le Hood, alors fleuron de la flotte anglaise, lors d'une percée dans l'Atlantique pour des raids commerciaux, l'Opération Rheinübung. Mais touché par le Prince of Wales, le Bismarck se vidant d'une partie de son mazout a tenté de se réfugier en France puis a été à son tour traqué par des forces britanniques bien supérieures après avoir été paralysé par une torpille d'un des bombardiers-torpilleurs Fairey Swordfish lancés par le porte-avions Ark Royal. Il a ensuite été sabordé après avoir été transformé en épave en feu le lendemain par les cuirassés Rodney et King George V.
En novembre 1941, lors de la bataille de la Méditerranée, le sous-marin allemand U-331 a coulé le cuirassé britannique Barham, qui a eu une explosion de munitions et a coulé en quelques minutes, avec la perte de 862 hommes, soit les 2/3 de son équipage.
En 1941, la Kriegsmarine et la marine américaine sont devenues des belligérants de facto, bien que la guerre n'ait pas été officiellement déclarée, ce qui a conduit au naufrage de l'USS Reuben James. Cet événement était le résultat de la décision américaine de soutenir la Grande-Bretagne avec son programme de prêt-bail et de la décision ultérieure d'escorter les convois de prêt-bail avec des navires de guerre américains à travers la partie ouest de l'Atlantique.

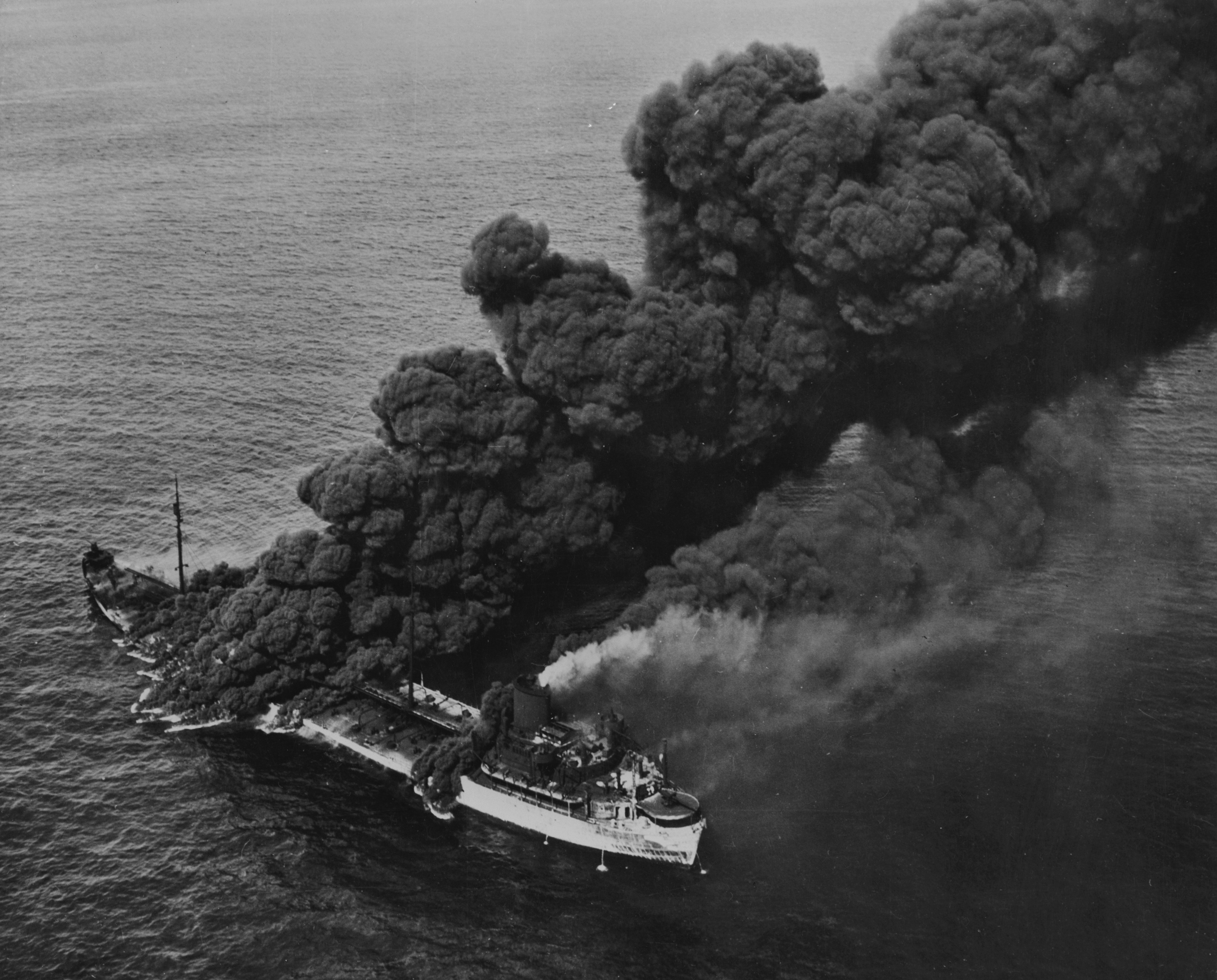
Le tanker MS Pennsylvania Sun torpillé par le sous-marin allemand U-571 le 15 juillet 1942.

L'attaque japonaise sur Pearl Harbor et la déclaration de guerre allemande contre les États-Unis en décembre 1941 ont conduit à une autre phase de la bataille de l'Atlantique. Lors de l'Opération Paukenschlag et des opérations ultérieures jusqu'en août 1942, un grand nombre de navires marchands alliés ont été coulés par des sous-marins au large des côtes américaines car les Américains ne s'étaient pas préparés à la guerre sous-marine, malgré des avertissements clairs. La situation devint si grave que les chefs militaires craignirent pour toute la stratégie alliée. Les vastes capacités de construction navale et les forces navales américaines ont cependant été introduites dans la guerre et ont rapidement plus que compensé les pertes infligées par les sous-mariniers allemands. En 1942, la guerre sous-marine se poursuivit sur tous les fronts, et lorsque les forces allemandes contre l'Union soviétique atteignirent la mer Noire, quelques sous-marins y furent finalement transférés.
En février 1942, les trois grands navires de guerre stationnés sur la côte atlantique à Brest sont évacués vers les ports allemands pour être déployés en Norvège (Opération Cerberus). Les navires avaient été endommagés à plusieurs reprises par des attaques aériennes de la RAF, les navires de ravitaillement pour soutenir les sorties dans l'Atlantique avaient été détruits par la Royal Navy, et Hitler estimait maintenant que la Norvège était la «zone de destin» de ces navires. Les deux cuirassés Scharnhorst et Gneisenau et le croiseur lourd Prinz Eugen ont traversé la Manche en route vers la Norvège malgré les efforts britanniques pour les arrêter. Depuis l'Armada espagnole en 1588, aucun navire de guerre n'avait fait cela en temps de guerre. Ce fut une victoire tactique pour la Kriegsmarine et un coup dur pour le moral britannique, mais le retrait supprima la possibilité d'attaquer les convois alliés dans l'Atlantique avec de lourds navires de surface.
Avec l'attaque allemande contre l'Union soviétique en juin 1941, la Grande-Bretagne a commencé à envoyer des convois arctiques avec des marchandises militaires autour de la Norvège pour soutenir leur nouvel allié. En 1942, les forces allemandes ont commencé à attaquer massivement ces convois, principalement avec des bombardiers et des sous-marins. Les grands navires de la Kriegsmarine en Norvège étaient rarement impliqués dans ces attaques, en raison de l'infériorité de la technologie radar allemande, et parce qu'Hitler et la direction de la Kriegsmarine craignaient la perte de ces précieux navires. La plus efficace de ces attaques fut la quasi-destruction du convoi PQ 17 en juillet 1942. Plus tard dans la guerre, les attaques allemandes contre ces convois furent pour la plupart réduites à des activités de sous-marins et la masse des cargos alliés atteignit leur destination dans les ports soviétiques.
La bataille de la mer de Barents en décembre 1942 était une tentative d'une force de surface navale allemande d'attaquer un convoi arctique allié. Cependant, leur avantage n'a pas été exploité et ils sont retournés à la base. Il y avait de sérieuses implications : cet échec a exaspéré Hitler, qui a presque appliqué une décision de mettre au rebut la flotte de surface. Au lieu de cela, les ressources ont été détournées vers de nouveaux sous-marins et la flotte de surface est devenue une menace moindre pour les Alliés.

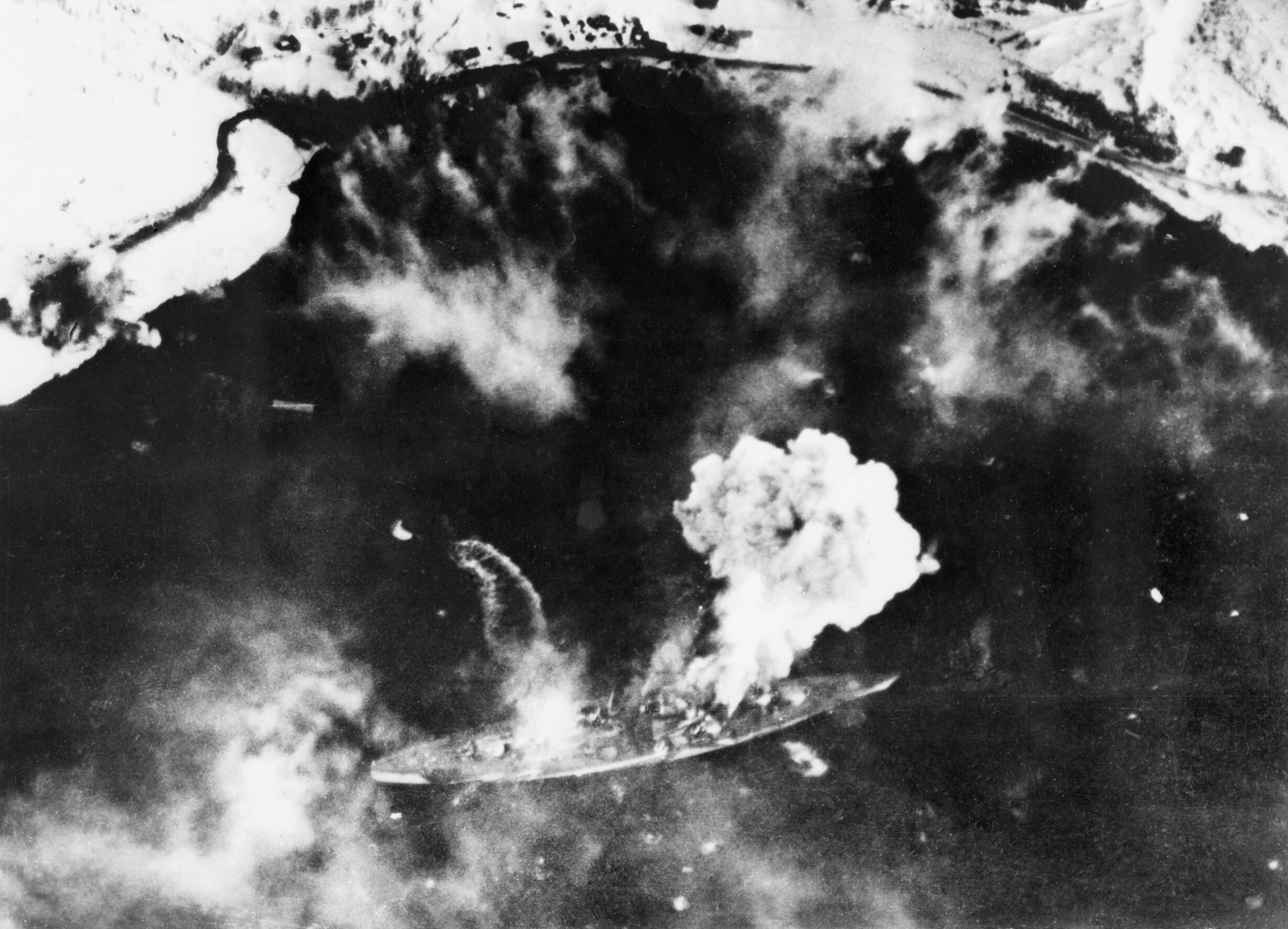
La Fleet Air Arm coule le cuirassé Tirpitz dans l'Altafjord, le 3 avril 1944.

Après décembre 1943, lorsque le Scharnhorst avait été coulé lors d'une attaque contre un convoi arctique lors de la bataille du Cap Nord par le HMS Duke of York, la plupart des navires de surface allemands dans les bases de l'Atlantique ont été bloqués dans ou à proximité de leurs ports, de peur de les perdre au combat et d'immobiliser les forces navales britanniques. Le plus grand de ces navires, le cuirassé Tirpitz, était stationné en Norvège comme une menace pour la navigation alliée et également comme défense contre une éventuelle invasion alliée. Lorsqu'il fut coulé, après plusieurs tentatives, par des bombardiers britanniques en novembre 1944 (Opération Tungsten), plusieurs navires capitaux britanniques purent être déplacés vers l'Extrême-Orient.
De fin 1944 jusqu'à la fin de la guerre, la flotte de surface survivante de la Kriegsmarine (croiseurs lourds : Admiral Scheer, Lützow, Admiral Hipper, Prinz Eugen et croiseurs légers : Nürnberg, Köln, Emden) était fortement engagée dans le soutien d'artillerie à la le retrait des forces terrestres allemandes le long de la côte baltique et le transport de réfugiés civils vers les parties occidentales de la mer Baltique en Allemagne (Mecklembourg, Schleswig-Holstein) dans le cadre de vastes opérations de sauvetage. Une grande partie de la population de l'Allemagne de l'Est a fui l'Armée rouge qui approchait par crainte des représailles soviétiques (des viols massifs, des meurtres et des pillages par les troupes soviétiques ont eu lieu). La Kriegsmarine a évacué deux millions de civils et de soldats lors de l'évacuation de la Prusse orientale et de Dantzig de janvier à mai 1945. C'est au cours de cette activité que se sont produits le naufrage catastrophique de plusieurs grands navires de passagers : Wilhelm Gustloff et Goya ont été coulés par des sous-marins soviétiques, tandis que Cap Arcona a été coulé par des bombardiers britanniques, chaque naufrage faisant des milliers de morts parmi les civils. La Kriegsmarine a également fourni une aide importante à l'évacuation des civils allemands en fuite de Poméranie et de Stettin en mars et avril 1945.
Une mesure désespérée de la Kriegsmarine pour combattre la force supérieure des Alliés occidentaux à partir de 1944 fut la formation des Kleinkampfverbände (petites unités de combat). Il s'agissait d'unités navales spéciales avec des hommes-grenouilles, des torpilles habitées, des bateaux à moteur chargés d'explosifs, etc. Les plus efficaces de ces armes et unités étaient le développement et le déploiement de sous-marins miniatures comme le Molch et le Seehund. Dans la dernière étape de la guerre, la Kriegsmarine a également organisé un certain nombre de divisions d'infanterie à partir de son personnel.
Entre 1943 et 1945, un groupe de sous-marins connus sous le nom de bateaux Monsun (Monsun Gruppe) a opéré dans l'océan Indien à partir de bases japonaises dans les Indes orientales néerlandaises occupées et en Malaisie. Les convois alliés n'avaient pas encore été organisés dans ces eaux, de sorte qu'au départ, de nombreux navires ont été coulés. Cependant, cette situation a été rapidement corrigée. Au cours des dernières années de guerre, les bateaux Monsun ont également été utilisés comme moyen d'échanger des fournitures de guerre vitales avec le Japon.

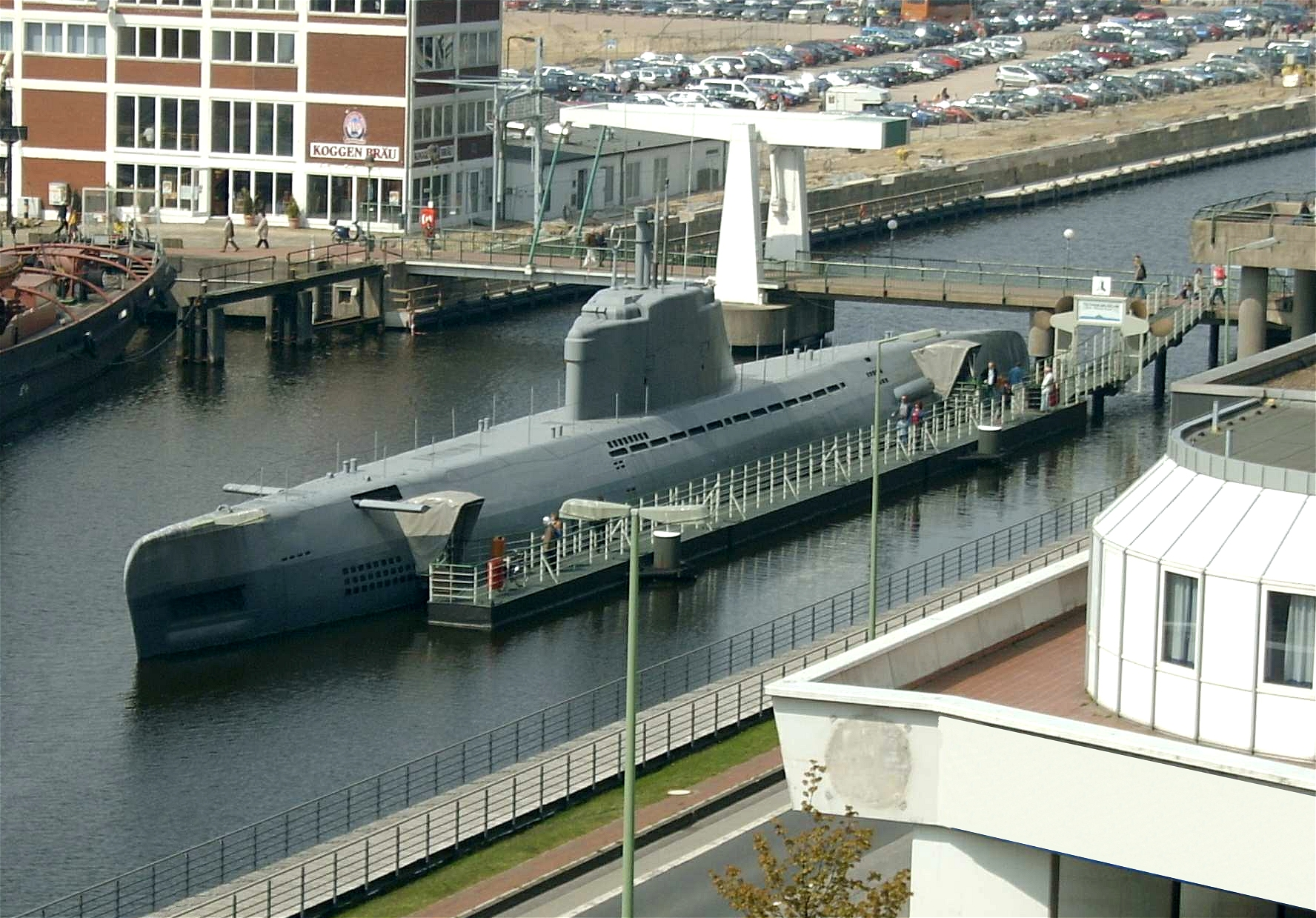
U-boot 2540 Wilhelm Bauer de type XXI à Bremerhaven (2004)

En 1943 et 1944, en raison des tactiques anti-sous-marines alliées et d'un meilleur équipement, la flotte de sous-marins a commencé à subir de lourdes pertes. Le tournant de la bataille de l'Atlantique a eu lieu pendant le mois de mai 1943, lorsque la flotte de sous-marins a commencé à subir de lourdes pertes et que le nombre de navires alliés coulés a commencé à diminuer. Radar, couverture aérienne à plus longue portée, sonar, tactiques améliorées et nouvelles armes y ont tous contribué. Les développements techniques allemands, tels que le Schnorchel, ont tenté de les contrer. Vers la fin de la guerre, un petit nombre de nouveaux sous-marins Elektroboot (types XXI et XXIII) sont devenus opérationnels, les premiers sous-marins conçus pour fonctionner immergés à tout moment. Le puissant sous-marin type XXI pouvait rester 62 heures en plongée à 5 nœuds et tirer 18 torpilles en 20 minutes. Il « respirait » sous l'eau grâce au schnorkel. L'Elektroboote avait le potentiel d'annuler l'avantage technologique et tactique allié, bien qu'ils aient été déployés trop tard pour voir le combat dans la guerre.

#### Crimes de Guerre
Au cours de la Seconde Guerre mondiale, la Kriegsmarine se rend coupable de crimes de guerre, notamment en prenant une part active dans la persécution et l'extermination des Juifs dans les pays baltes (en contribuant aux massacres de Liepāja, à Šķēde par exemple)[réf. nécessaire].
En 1945, Heinz-Wilhelm Eck, commandant de l'U-852, est exécuté à la suite d'une décision judiciaire, avec deux de ses hommes d'équipage, pour avoir tiré sur des survivants du cargo grec Peleus. L'U-247 et l'Unterseeboot 552 sont également à l'origine de tirs contre des survivants de navires coulés, mais leurs équipages ne sont pas jugés après la guerre, l'U-247 ayant été coulé corps et biens. Erich Topp, commandant de l'U-552, ne fit l'objet d'aucune accusation et il devint plus tard amiral dans la Bundesmarine.
Parmi les survivants, de nombreux Commandants d'U-Boot y compris parmi les plus efficaces (ou meurtriers) du point de vue du nombre de navires coulés, ont rejoint la Bundesmarine après la Seconde Guerre mondiale, comme Otto Kretschmer.
L'amiral Karl Donitz, successeur d'Adolf Hitler, a été jugé coupable de « crimes contre la paix » et de crimes de guerre et condamné à dix années de prison, principalement pour son action à la tête des U-Boote, puis de la Kriegsmarine.

## Organisation

### Haut commandement
Elle dépendait de l'Oberkommando der Marine, lui-même placé sous l'autorité d'un Commandant en chef (Oberbefehlshaber der Kriegsmarine) et rattaché au ministre de la Défense puis de la Guerre, puis rattaché directement à Hitler après la disparition du ministère en 1938, à la suite de l'affaire Blomberg-Fritsch.
Son commandant en chef fut le Großadmiral Erich Raeder jusqu'en janvier 1943, date à laquelle il fut remplacé par le Großadmiral Karl Dönitz.

### Commandements régionaux
La marine disposait de plusieurs commandements géographiques, les Marineoberkommando, chacun placé sous l'autorité d'un commandant en chef (Oberbefehlshaber). On pouvait compter parmi ces commandements :
- Marineoberkommando Ost, chargé de la mer Baltique
- Marineoberkommando Nord, chargé des opérations dans la mer du Nord, de l'estuaire de l'Escaut et des côtes hollandaises et danoises.
- Marineoberkommando Norwegen, chargé des eaux norvégiennes
- Marineoberkommando West, responsables des opérations dans l'Atlantique
- Marineoberkommando Süd, chargé de la mer Noire, de la mer Egée et de la mer Adriatique

## Principaux ports militaires allemands et bases de sous-marins
- Wilhelmshaven
- Kiel
- Gotenhafen
- Base sous-marine Dora à Trondheim
- Base sous-marine de Brest
- Base sous-marine de Lorient
- Base sous-marine de Saint-Nazaire
- Base sous-marine de La Rochelle-La Pallice
- Base sous-marine de Bordeaux
- Base sous-marine de Toulon
- Base sous-marine de La Spezia
- George Town dans l'île de Penang, une partie d'une base navale japonaise est mise à sa disposition[4].

## Unités

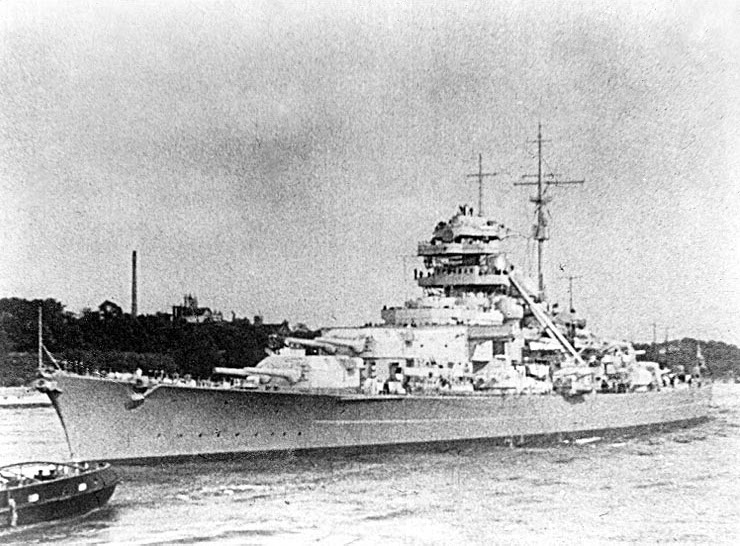
Le Tirpitz en 1941. Le plus grand cuirassé construit en Europe.

Le réarmement de l'Allemagne entre les deux guerres concerne également la marine, flotte de surface et flotte sous-marine. Après le sabordage d'une grande partie de la flotte impériale de haute mer (Hochseeflotte) en rade de Scapa Flow en 1919, il ne reste plus à l'Allemagne vaincue qu'un petit nombre d'unités pour la plupart dépassées. Le traité de Versailles limite les constructions navales allemandes à des unités de 10 000 tonnes maximum, ce qui, de facto, impose à cette flotte une simple vocation défensive. En tout état de cause, sans flotte digne de ce nom, les dirigeants allemands savent qu'ils ne peuvent mener une guerre victorieuse compte tenu de la mise en place d'un blocus économique à terme fatal. Ils lancent donc un programme de réarmement qui sous couvert de respecter le traité naval de Washington, est à l'origine de la reconstitution d'une flotte aux ambitions définies : il s'agit de faire peser une menace telle sur le commerce des adversaires potentiels qu'aucun blocus ne pourra être efficace et que l'approvisionnement des empires coloniaux ne sera plus assuré.
La Grande-Bretagne croit bon de signer un accord bilatéral avec l'Allemagne, accord qui autorise cette dernière à disposer d'une flotte dont le tonnage de surface ne pourra en aucun cas dépasser 35 % du tonnage anglais. Ce tonnage représente ce que le traité naval de Washington avait accordé à la France et à l'Italie, vainqueurs de l'Allemagne en 1914-1918. Dès lors, la course aux armements est lancée… Ainsi, avant la Seconde Guerre mondiale, un plan ambitieux fut lancé avec pour but de rendre à l'Allemagne toute sa puissance navale : le plan Z.

### Croiseurs et cuirassés

#### Croiseurs auxiliaires

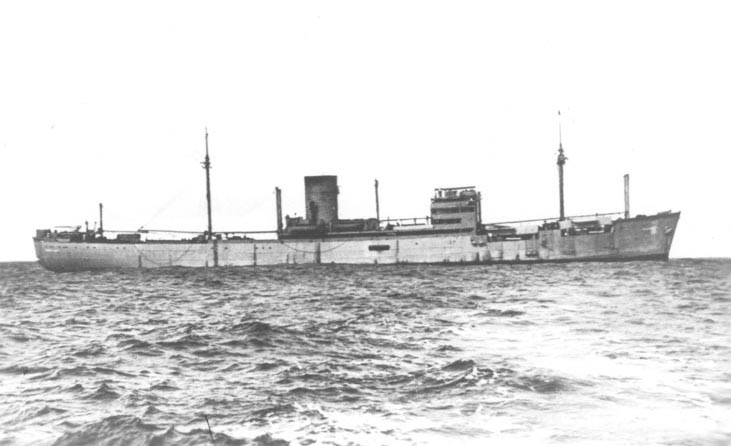
Le navire corsaire Atlantis en 1941.

- Handels-Schutz-Kreuzer
- Handels-Stör-Kreuzer (HSK)

Orion (HSK-1)
Atlantis (HSK-2)
Widder (HSK-3)
Thor (HSK-4)
Pinguin (HSK-5)
Stier (HSK-6)
Komet (HSK-7)
Kormoran (HSK-8)
Michel (HSK-9)
Coronel (HSK-10)
Hansa (HSK-11)

#### Croiseurs légers

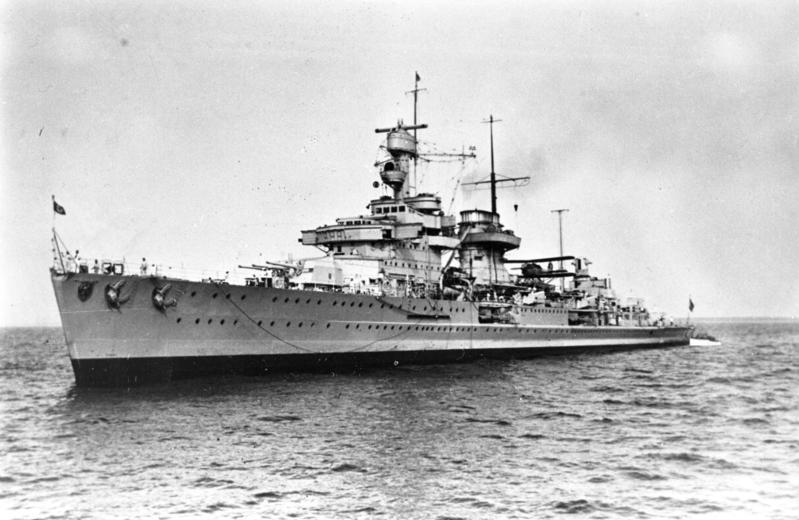
Le Nürnberg, avant guerre, 1935.

- Emden
- Königsberg
- Karlsruhe
- Köln
- Leipzig
- Nürnberg

#### Cuirassé pré-dreadnought
- Schleswig-Holstein
- Schlesien

#### Cuirassés de poche

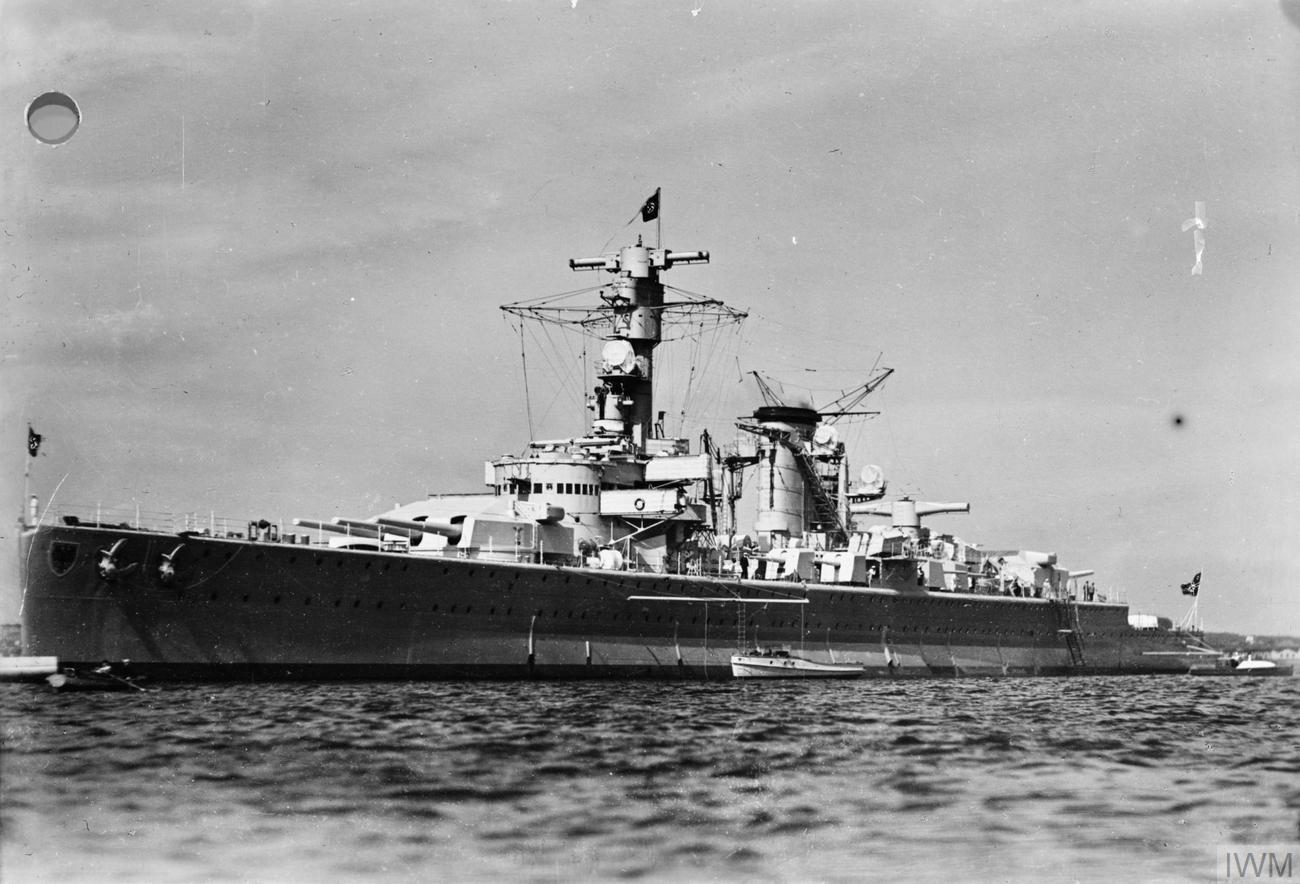
Le Deutschland, avant guerre, 1936.

- Deutschland, rebaptisé Lützow en novembre 1939
- Admiral Scheer
- Admiral Graf Spee

#### Croiseurs lourds
- Admiral Hipper
- Blücher
- Prinz Eugen
- Seydlitz (construction stoppée puis transformé en porte-avions en 1942, jamais achevé)
- Lützow (construction abandonnée, coque vendue à l'URSS en 1940)

#### Croiseurs de bataille

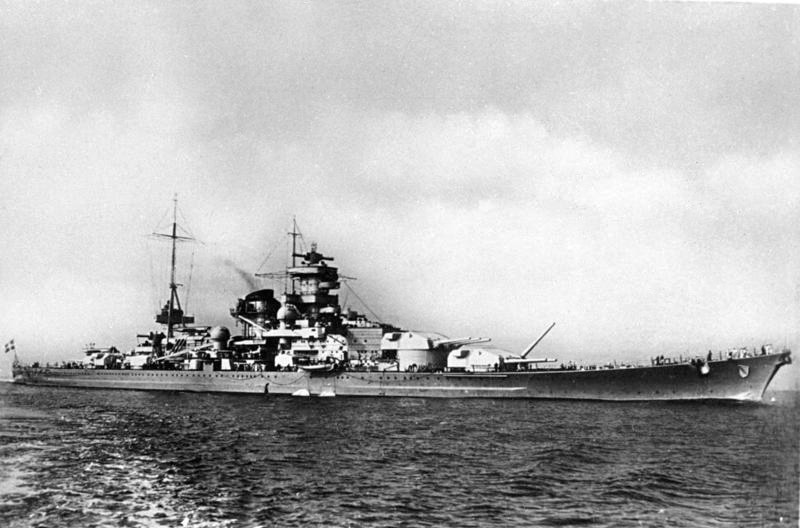
Le Scharnhorst, 1939.

- Scharnhorst
- Gneisenau

#### Cuirassés
- Bismarck
- Tirpitz

### Destroyers
4 unités de la classe Type 1934A
12 unités de la classe Type 1934A
6 unités de la classe Type 1936
15 unités de la classe Type 1936A
5 unités de la classe Type 1936B

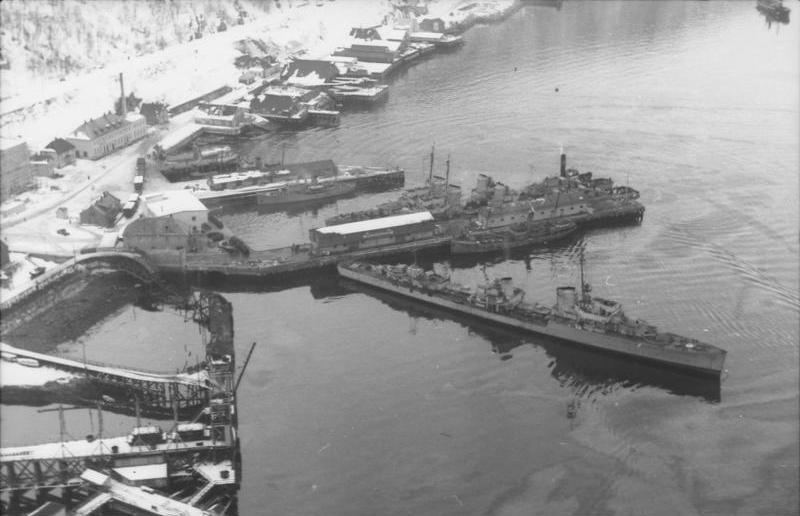
Destroyers de la Kriegsmarine à Narvik en 1940.

- Voir la liste des destroyers de la Kriegsmarine

### Porte-avions
- Graf Zeppelin (construction inachevée)
- Weser (coque du croiseur lourd Seydlitz,transformé en porte-avions en 1942, jamais achevé)

### Sous-marins

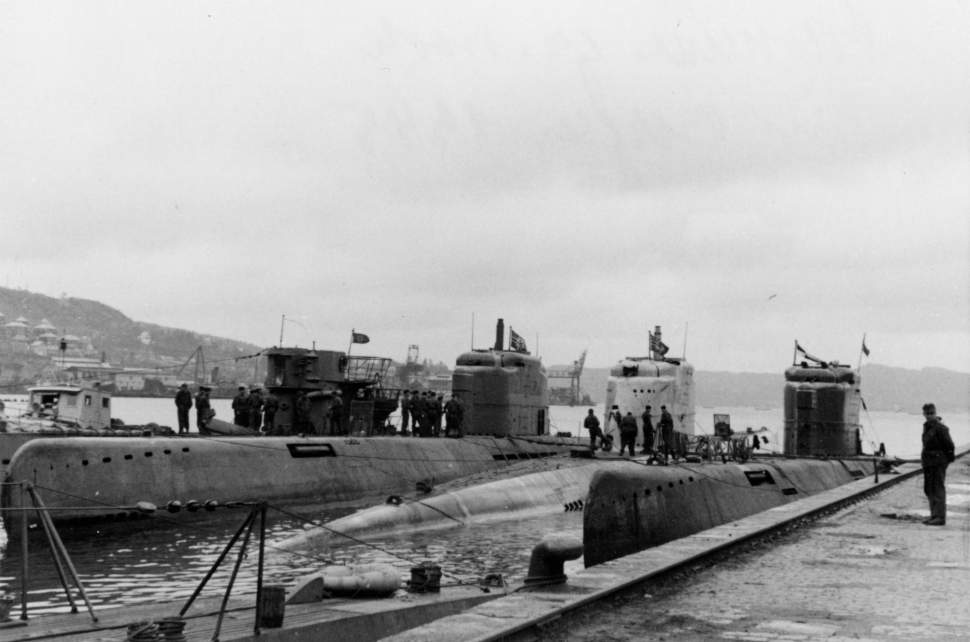
Trois U-Boote Type XXI en mai 1945 à Bergen.

- Voir flottilles de sous-marins, Unterseeboot et types de U-Boots

### Torpilleurs
6 unités de la classe Type 1923
6 unités de la classe Type 1924
12 unités de la classe Type 1935
9 unités de la classe Type 1937

### Vedette-torpilleurs

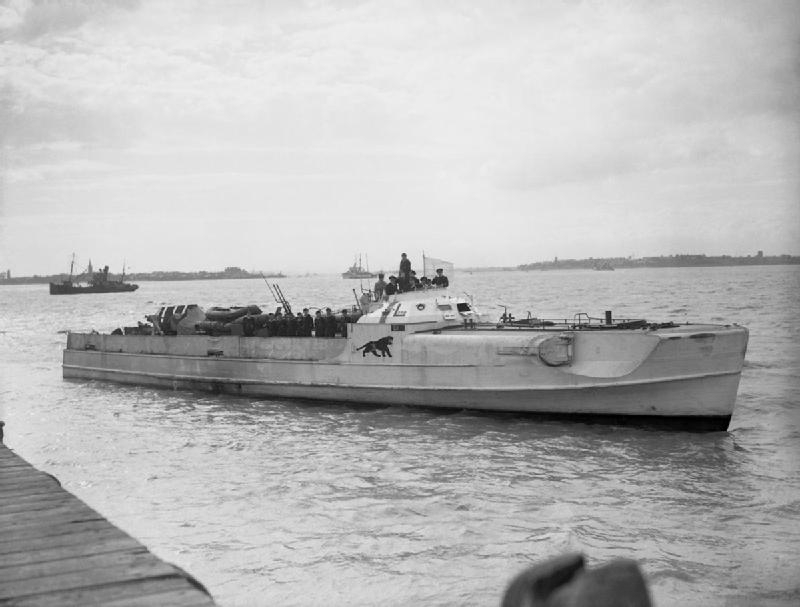
S 204 avec le drapeau blanc de la reddition à la Royal Navy.

Appelée Schnellboot ou S-Boot, il a été développé plusieurs variantes :
Classe S-2
Classe S-7
Classe S-14
Classe S-18
Développés en temps de guerre
Classe S-26
Classe S-30
Classe S-38
Classe S-38-B
Classe S-100
Classe S-151

### Dragueurs de mines rapides

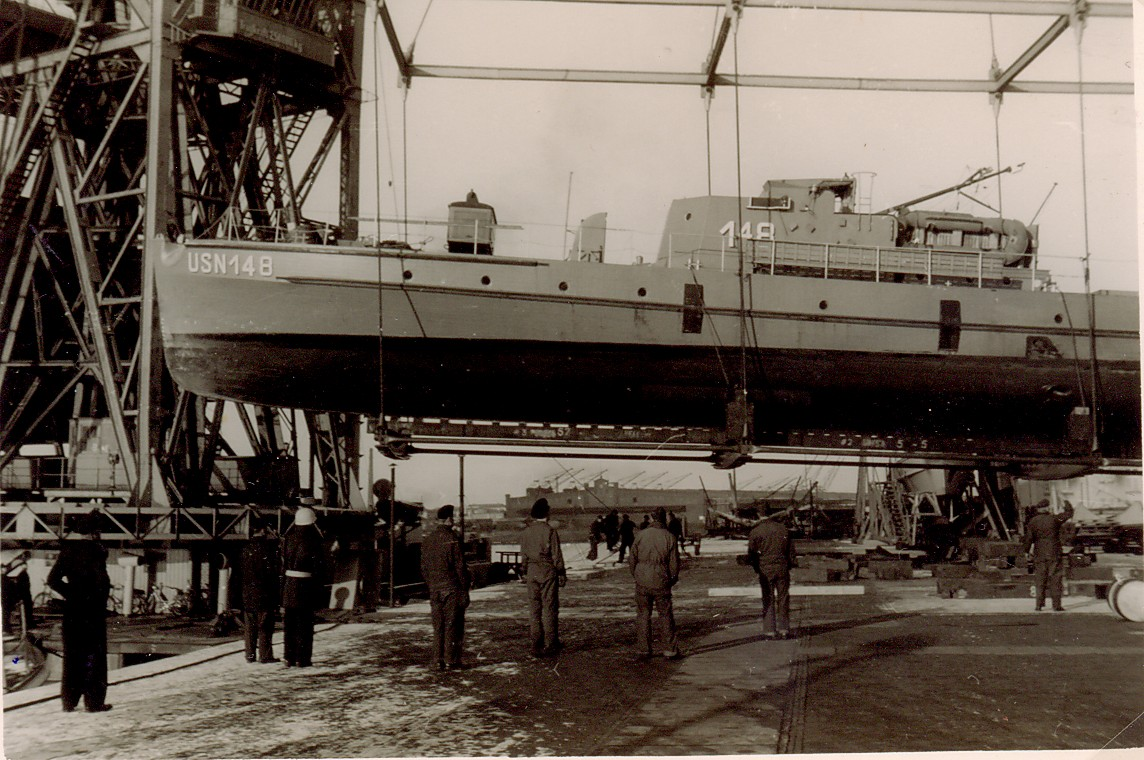
LUSN 148, au Ship Repair Department, à Bremerhaven en 1953. Construite en 1942 par Abeking & Rasmussen pour la Kriegsmarine, en tant que R-Boot nommé R99. Ayant survécu au conflit, il est versé dans l'US Navy.

Appelée Räumboot ou R-Boot
Classe R1
Classe R17
Classe R25
Classe R41
Classe R130
Classe R151
Classe R218
Classe R301
Classe R401

### Exemples de véhicules terrestres utilisés dans la Kriegsmarine

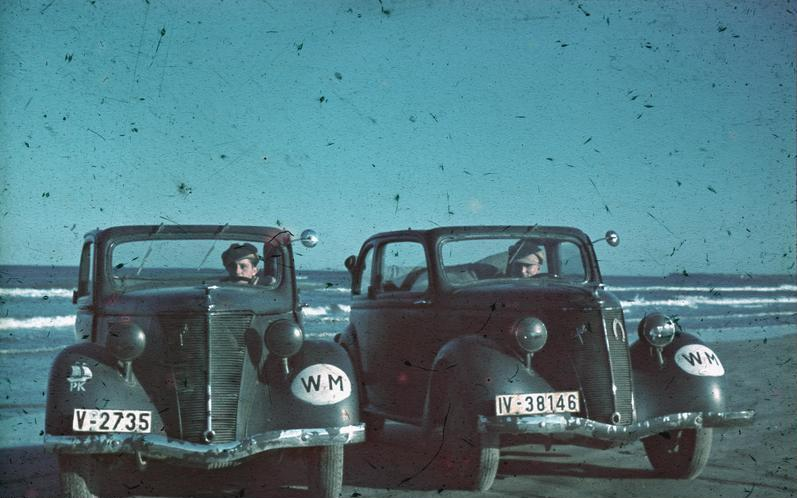
Roumanie 1941, le photographe Horst Grund pose sur la plage avec deux voitures Ford Eifel.
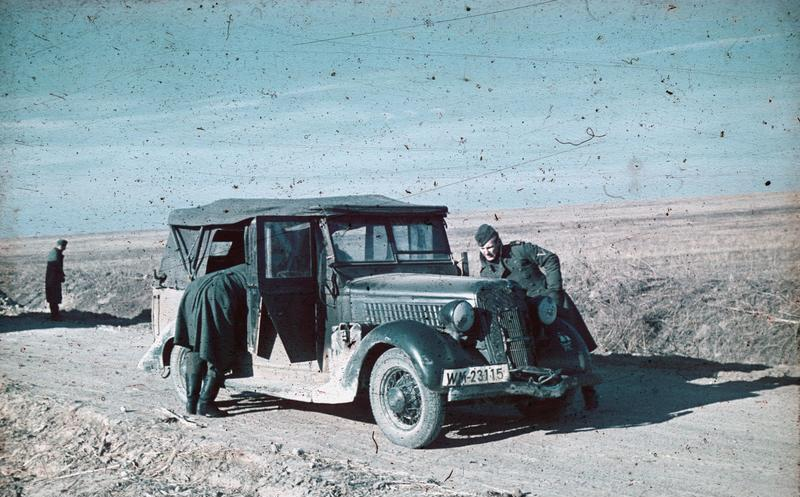
Crimée décembre 1941, le photographe Horst Grund près d'une Ford Model 48.

## Préfixe des unités
Il est d'usage de rencontrer dans la documentation anglo-saxonne les préfixes KM pour Kriegsmarine, KMS pour Kriegsmarine Ship, ou bien DKS pour Deutsche Kriegsmarine. En réalité, la Kriegsmarine n'a jamais usé d'un quelconque préfixe dans la dénomination de ses unités navales.
Cela est sans doute dû à une confusion avec l'usage de l'Empire allemand (IIe Reich) dont la Kaiserliche Marine utilisait le préfixe de SM-U (Seiner Majestät Unterseeboot) pour sa flotte sous-marine et SMS (Seiner Majestät Schiff) pour ses unités de surface. Après 1945, l'OTAN dans la nomenclature de la Bundesmarine jusqu'en 1990, puis de la Deutsche Marine, employa les sigles FGS ou BM ou DM.